# Список сеньоров, графов и герцогов де Лорж

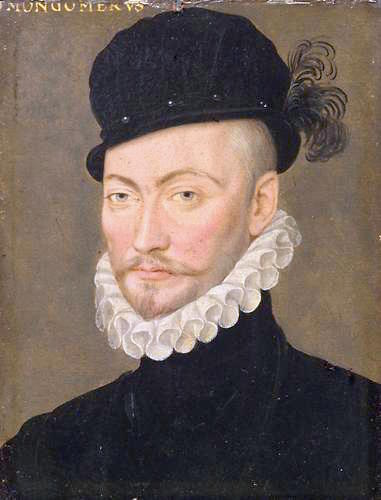
Габриэль де Монтгомери, сеньор де Лорж

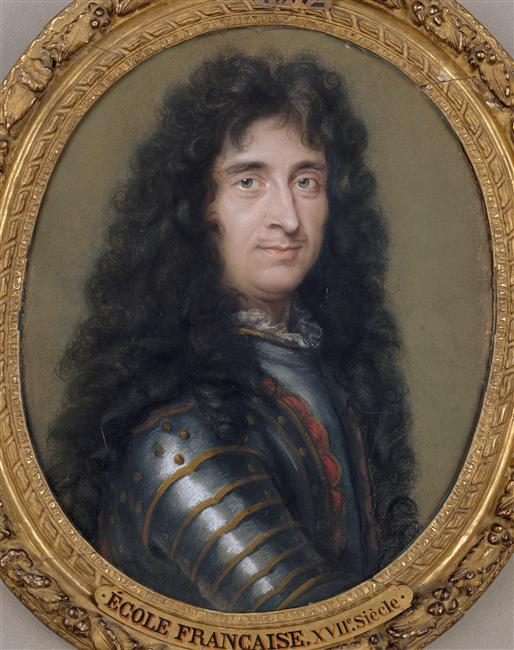
Жак-Анри де Дюрфор, 1-й герцог де Дюрас (1625—1704)

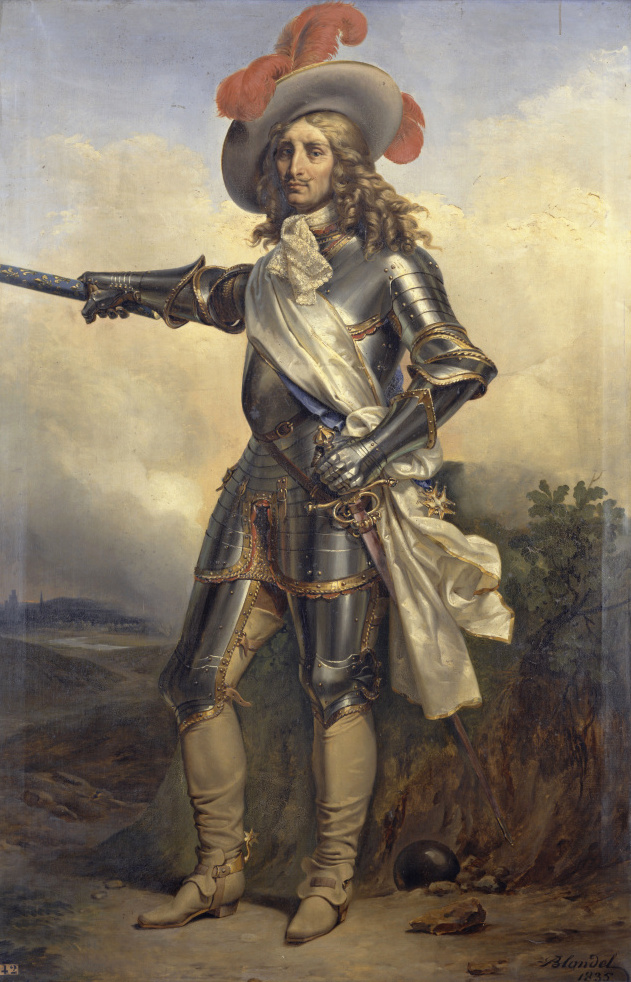
Ги Альдонс II де Дюрфор, 1-й герцог де Квинтин, граф де Лорж (1630—1702)

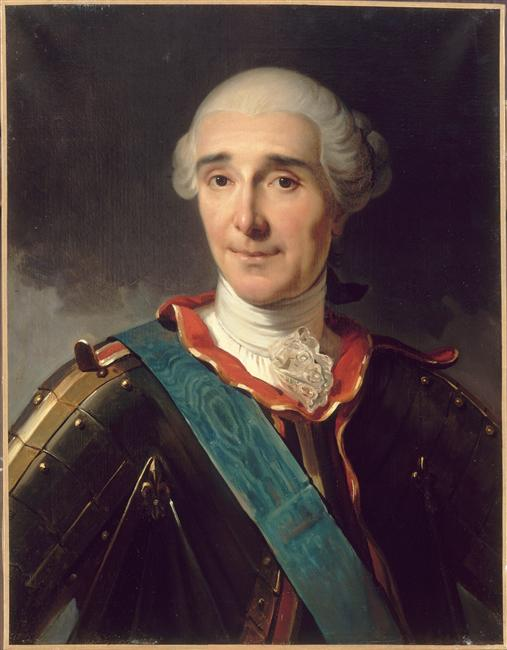
Ги-Мишель де Дюрфор де Лорж (1704—1773), маршал Франции

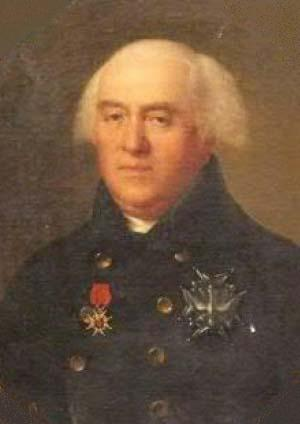
Жан-Лоран де Дюрфор-Киврак, 1-й герцог де Лорж (1746—1826)

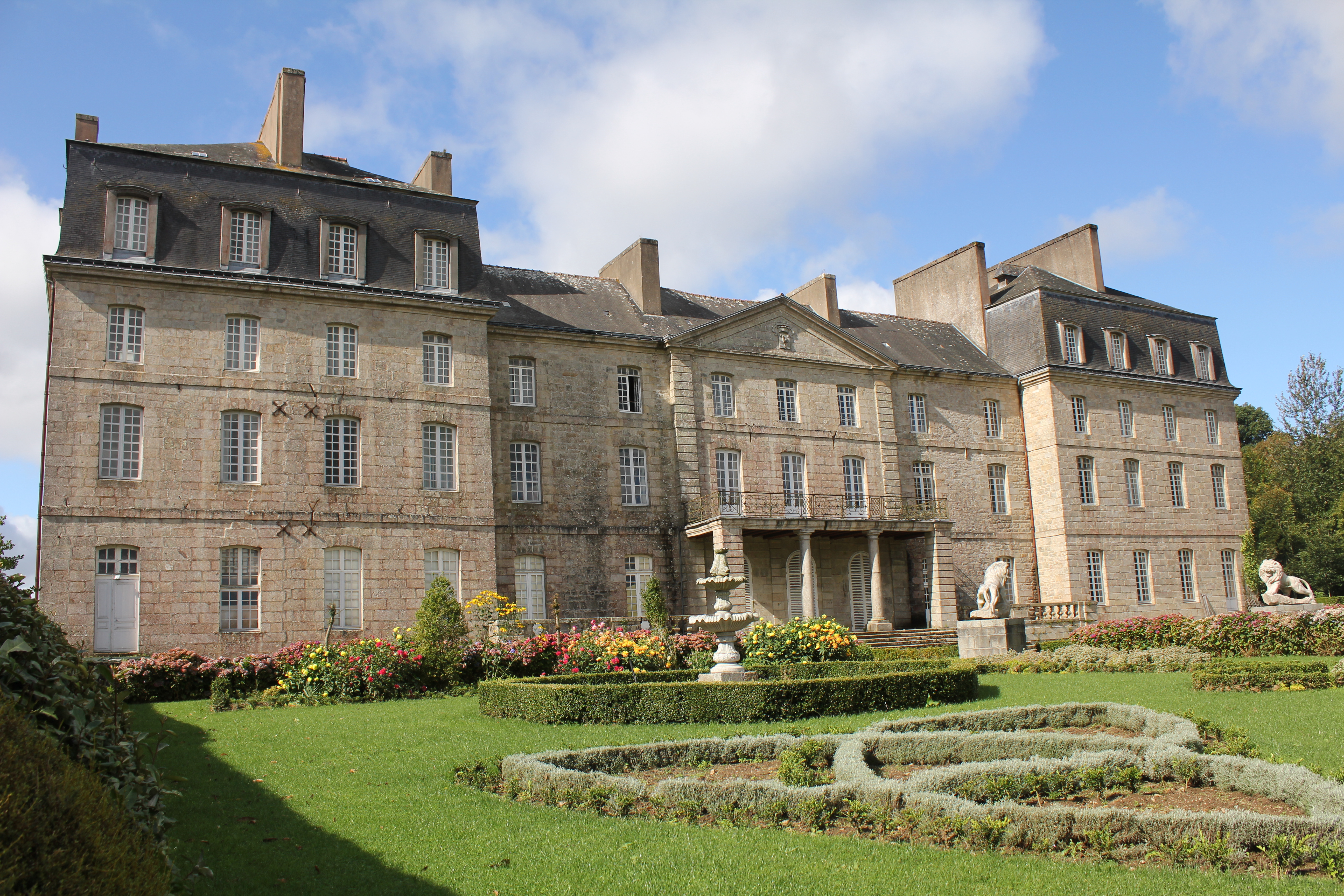
Замок де Лорж, построен Ги Николя де Дюрфором, герцогом де Лорж

Титулы сеньоров де Лорж носили члены дома де Монтгомери, а титулы графов и герцогов де Лорж — представители дома де Дюрфор.

## История
Лионн де Лод, наследниц сеньории де Лорж, дочь Гийома де Лод (ум. 1464), сеньора де Вез, в августе 1481 года в Блуа вышла замуж за Роберта де Монтгомери и принесла ему в качестве приданого сеньорию Лорж-ан-Босе. Их сын, Жак I де Монтгомери (1485—1562), сеньор де Лорж, в феврале 1551 года приказал возвести Лорж в статус châtellenie (шателени).
Жак I де Монтгомери, сеньор де Лорж и де Бургбаре, был капитаном шотландской гвардии при короле Франциске I. Ему наследовал его старший сын, Габриэль I де Монтгомери (1530—1574), сеньор де Лорд, Монтгомери и Дюси. Он унаследовал от отца должность капитана шотландской гвардии. В 1559 году на рыцарском турнире в Париже сеньор де Лорж смертельно ранил французского короля Генриха II. Будучи гугенотом, активно участвовал в Религиозных войнах во Франции. В 1574 году Габриэль де Монтгомери был взят в плен в Домфроне и казнен в Париже. Ему наследовал его старший сын, Жак II Монтгомери (1554—1609), сеньор де Лорж, также был капитаном шотландской гвардии при королевском дворе. Жак вынужден был продать сеньорию Бургбаре. Ему наследовала его дочь, Маргарита де Монтгомери (1585—1606), сеньора де Лорж. В 1603 году она вышла замуж за Жака де Дюрфора (1547—1626), 1-го маркиза де Дюраса (1609), барона де Бланкфора и 1-го графа де Розана (1625), советника короля Генриха IV. Им наследовал их сын, Ги Альдон де Дюрфор (1605—1665), 2-й маркиз де дюрас, 2-й граф де Розан, сеньор де Лорж, капитан королевской гвардии. Он был женат с 1619 года на Елизавете де Ла Тур д’Овернь (1606—1685), дочери Анри де Ла Тур д’Овернь, виконта де Тюренна. Их старший сын, Жак-Анри I де Дюрфор (1625—1704), маршал Франции, в 1668 году стал первым герцогом де Дюрасом и пэром Франции.
Его младший брат, Ги-Альдонс II де Дюрфор (1630—1702), маршал Франции, 31 марта 1691 года получил титул 1-го герцога де Кентена. Его сменил его единственный сын, Ги-Никола де Дюрфор де Лорж (1683—1758), 2-й герцог де Кентен и капитан королевской гвардии. В 1706 году он получил титул 1-го герцога де Лорж. Ему наследовал его сын, Ги-Луи де Дюрфор де Лорж, 2-й герцог де Лорж (1714—1775).
По королевускому указу от 25 марта 1773 года Аделаида Филиппина де Дюрфор де Лорж (1744—1819), получила разрешение передать герцогский титул (герцог де Лорж) своему мужу, Жану-Лорану де Дюрфор-Сивраку (1746—1826), будущему генерал-лейтенанту французской армии.
После смерти в 1775 году Ги-Луи де Дюрфора де Лоржа, не оставившего после себя мужских потомков, две его дочери начали спор о наследстве отца. 29 сентября 1778 года королевским указом герцогство Квинтин было понижено до ранга баронии и передано дому Шуазёль-Прален, а герцогство Лорж в провинции Орлеане перешло во владение потомков Аделаиды-Филиппины и Жана-Лорана де Дюрфор-Сиврака.
4 июня 1814 года после восстановления во Франции Жан-Лоран де Дюрфор-Сиврак был сделан членом Палаты пэров. 31 августа 1817 года он стал герцогом и наследственным пэром.

## Сеньоры де Лорж
- Лионн де Лод, дочь и наследница Гийома де Лода (ум. 1464), сеньора де Вез, жена с 1481 года Роберта де Монтгомери (ум. 1486), сеньора де Корвенвиль
- Жак I де Монтгомери (ок. 1485—1560), сын предыдущих, сеньор де Лорж и де Бургбаре, капитан королевской гвардии, полковник пехоты
- Габриэль I де Монтгомери (ок. 1530—1574), сын предыдущего, сеньор де Монтгомери, де Лорж и Дюси, капитан королевской гвардии
- Жак II де Монтгомери (ок 1554—1609), старший сын предыдущего, сеньор де Лорж, капитан королевской гвардии
- Маргарита де Монтгомери (1585—1606), дочь предыдущего, дама де Лорж, жена с 1603 года Жака де Дюрфора (1547—1626), 1-го маркиза де Дюрфора (1609), барона де Бланкфора, 1-го графа де Розана (1625), капитан королевской гвардии
- Ги Альдонс I de Дюрфор (1605—1665), сын предыдущего, 2-й маркиз де Дюрас, 2-й граф де Розан, сеньор де Лорж, лагерный маршал, капитан королевской гвардии, женат с 1619 на Елизавете де Ла Тур д’Овернь (1606—1685)
  - Жак-Анри I де Дюрфор (1625—1704), старший сын предыдущих, 1-й герцог де Дюрас с 1668 года.

## Графы де Лорж
- Ги-Альдонс II де Дюрфор (1630—1702), третий сын предыдущего и младший брат 1-го герцога де Дюраса, граф де Лорж, барон де Кентен (1681), 1-й герцог де Кентен (1691), маршал Франции, капитан королевской гвардии, рыцарь Святого Духа, женат с 1676 года на Женевьеве д’Этейль (1658—1727)
- Ги-Никола де Дюрфор (20 февраля 1683 — 3 марта 1758), сын предыдущего, 2-й герцог де Кентен (1702), граф де Лорж (1702).

## Герцоги де Лорж

### 1-я креация
- Ги-Никола де Дюрфор (20 февраля 1683 — 3 марта 1758), 2-й герцог де Кентен (1702), граф, затем 1-й герцог де Лорж (1706), капитан королевской гвардии, женат 14 декабря 1702 года на Женевьеве Терезе де Шамийяр (1685—1714)
  - Ги Мишель де Дюрфор де Лорж (26 августа 1704 — 6 июня 1773), старший сын предыдущего, граф де Рандан (1740), маршал Франции, рыцарь Святого Духа. Отказался от герцогского титула.
- Ги-Луи де Дюрфор (18 февраля 1714 — 10 декабря 1775), младший брат предыдущего, 2-й герцог де Лорж, генерал-лейтенант королевской армии (1748), женат с 1737 года на Марии Бютальт де Марсан (1718—1788)
  - Гийонна Маргарита де Дюрфор-Лорж (26 декабря 1739 — 26 февраля 1806), старшая дочь предыдущуго, жена с 1754 года Рено Сезара де Шуазеля (1735—1791), герцога де Прелена
  - Ги-Огюстен де Дюрфор-Лорж (30 августа 1740 — 20 февраля 1754), брат предыдущей
  - Аделаида Филиппина де Дюрфор-Лорж (16 сентября 1744 — 13 декабря 1819), младшая сестра предыдущего, жена с 1762 года Жана-Лорена де Дюрфор-Сиврака, герцога де Лоржа (1746—1826)
  - Ги-Мишель де Дюрфор-Лорж (10 января 1751 — 24 июля 1753).

### 2-я креация
- Жан-Лоран де Дюрфор-Сиврак (7 июля 1746 — 4 октября 1826), сын Эмерика-Жозефа-Жака де Дюрфор-Сиврака (1716—1787), маркиза де Дюрфора и герцога де Сиврака, 1-й герцог де Лорж (1776—1826), генерал-лейтенант, пэр Франции (1814 год), кавалер Ордена Святого Духа и Святого Людовика. Женат с 1762 года на Аделаиде Филиппине де Дюрфор (1744—1819)
- Ги Эмерик Анн де Дюрфор-Сиврак (25 июня 1767 — 6 октября 1837), старший сын предыдущего, герцог де Сиврак (1815—1867), 2-й герцог де Лорж (1826—1867). Женат с 1801 года на Анне де Жакур (1775—1853)
- Эмерик Лоран Поль Ги де Дюрфор-Сиврак (3 мая 1802 — 15 сентября 1879), старший сын предыдущего, 3-й герцог де Лорж (1837—1879). Женат с 1823 года на Эмили де Сурш де Турзель (1802—1844)
  - Луи Анн Поль де Дюрфор-Сиврак (28 октября 1828 — 21 июня 1872), старший сын предыдущего, женат с 1858 года на Аделаиде де Николаи (1839—1882)
    - Мари Луи Эмар Ги де Дюрфор-Сиврак (1861—1912), сын предыдущего

  - Мари Луи Огюстен де Дюрфор-Сиврак (1838—1911), дядя предыдущего, женат с 1864 года Анн Эжени де Монморанси-Люксембург (1840—1922)
    - Мари Луи Пьер де Дюрфор-Сиврак (1872—1943), капитан кавалерии, шевалье Ордена Почетного Легиона (1917), женат с 1901 года на Маргарите де Монталь (1881—1963)
      - Арман Мари Жозеф Оде де Дюрфор-Сиврак (1902—1996), 7-й герцог де Лорж
- Мари Луи Эмард Ги де Дюрфор-Сиврак (9 сентября 1861 — 26 июля 1912), внук 3-го герцога де Лоржа, 4-й герцог де Лорж (1879—1912), женат с 1888 года на Анне Марии Генриетте (1865—1934), дочери Анри Шарля Анн Марии Тимолеона де Коссе-Бриссака (1822—1887), 11-го принца де Робека
- Ги де Дюрфор-Сиврак (1890—1915), старший сын предыдущего, 5-й герцог де Лорж (1912—1915)
- Поль Роберт Луи Мари де Дюрфор-Сиврак (15 июля 1891 — 22 марта 1972), младший брат предыдущего, 6-й герцог де Лорж (1915—1972), был женат, затем развелся, но не имел детей
- Арман Мари Жозеф Оде де Дюрфор-Сиврак (24 апреля 1902 — 18 июня 1996), двоюродный брат предыдущего, 7-й герцог де Лорж (1972—1996), капитан кавалерии, мэр Сент-Илер-де-Шалеона (1935—1945). Женат с 1926 года на Марии Колетт Аликс Эжени Леклер де Жюне (1902—1989), дочери Жака Леклера де Жюне (1874—1951), маркиза де Жюне, и Мадлен Шнайдер (1880—1967)
- Жак-Анри де Дюрфор-Сиврак (6 октября 1928 — 21 мая 2014), сын предыдущего, 8-й герцог де Лорж (1996—2014), мэр Жуанье-сюр-Сарта (1965—1983, 1990—2001). Женат с 1959 года на Сесиль Тампль де Ружмон (1936—2000), дочери генерала Жана-Луи де Тампля де Ружмона (1910—1990)
- Ги де Дюрфор-Сиврак (род. 26 октября 1960), сын предыдущего, 9-й герцог де Лорж (с 2014 года). Он женился в 1992 году на Кароле д’Аллюэн (род. 1962). Они имели двух детей: Эммануэль (род. 1994) и Жозеф (род. 1997).